# Felicjan Prochaska
Felicjan Marian Prochaska – polski urzędnik II RP.

## Życiorys
Po odzyskaniu przez Polskę niepodległości w 1918 był starszym referentem w Ministerstwie Skarbu. Zajmował się kwestiami celnymi. Jako naczelnik wydziału w Ministerstwie Skarbu został mianowany pełnomocnikiem Polski w myśl umowy o ułatwieniach komunikacji międzynarodowej na linii kolejowej Firchau-Chojnice-Tczew-Marienburg z dnia 26 marca 1927 roku pomiędzy II Rzecząpospolitą a III Rzeszą. 20 lutego 1931 został mianowany komisarzem egzaminacyjnym dla kandydatów do służby skarbowej I kategorii w administracji ceł.
Publikował w „Czasopiśmie Skarbowym”.

## Ordery i odznaczenia
- Krzyż Kawalerski Orderu Odrodzenia Polski (2 maja 1923)[4][5]
- Złoty Krzyż Zasługi (9 listopada 1932)[6]

## Publikacje
- Stosunek W.M. Gdańska do Polski pod względem celnym, Warszawa 1923.
- Zbiór przepisów celnych obowiązujących na obszarze Rzeczypospolitej Polskiej oraz skorowidz alfabetyczny do taryfy celnej (współautor: Czesław Peche), 1925.
- Klauzula największego uprzywilejowania w polskich traktatach handlowych, Warszawa 1926.